# Lijst van rijksmonumenten in Laren (Gelderland)
De Gelderse plaats Laren telt 19 inschrijvingen in het rijksmonumentenregister. Hieronder een overzicht.
| Object                                                                                       | Oorspronkelijke functie?  | Bouwjaar                                                   | Architect    | Locatie             | Coördinaten?                  | Nr.?   | Afbeelding        |
| -------------------------------------------------------------------------------------------- | ------------------------- | ---------------------------------------------------------- | ------------ | ------------------- | ----------------------------- | ------ | ----------------- |
| Boerderij van het middenlangsdeeltype, onder met riet en pannen gedekt wolfdak               | Boerderij                 | eerste helft 19e eeuw                                      |              | Grauwertdijk 1      | 52° 10' 54" NB, 6° 21' 23" OL | 25929  | Meer afbeeldingen |
| Hoeve 'De Blankenberg'                                                                       | Boerderij                 | wellicht 18e eeuw                                          |              | Juffersdijk 3       | 52° 12' 19" NB, 6° 24' 32" OL | 530656 | Meer afbeeldingen |
| Ned.Herv. kerk, Waterstaatskerk                                                              | Kerk en kerkonderdeel     | 1835                                                       |              | Dorpsstraat 2       | 52° 11' 33" NB, 6° 21' 58" OL | 25931  | Meer afbeeldingen |
| t greve'                                                                                     | Boerderij                 | ca. 1800                                                   |              | Deventerweg 71      | 52° 11' 46" NB, 6° 20' 59" OL | 25932  | Meer afbeeldingen |
| Huis de velhorst                                                                             | Kasteel, buitenplaats     | 1741 1819 (vergroot)                                       |              | Velhorst 5 Lochem   | 52° 9' 24" NB, 6° 20' 2" OL   | 25934  | Huis de velhorst  |
| De Nettelhorst, ruïne                                                                        | Kasteel, buitenplaats     | vroeg 17e eeuw 1760 (herbouwd) 1875 (grotendeels gesloopt) |              | Ruinelaan 5         | 52° 9' 33" NB, 6° 27' 28" OL  | 25936  | Meer afbeeldingen |
| Huis Verwolde                                                                                | Kasteel, buitenplaats     | 1775                                                       |              | Jonker Emile Laan 4 | 52° 12' 2" NB, 6° 23' 31" OL  | 529565 | Meer afbeeldingen |
| Oolde: hoofdgebouw                                                                           | Kasteel, buitenplaats     | 1663                                                       |              | Ooldselaan 17       | 52° 12' 17" NB, 6° 20' 44" OL | 513111 | Meer afbeeldingen |
| Oolde: historische tuin- en parkaanleg behorende tot de buitenplaats huis oolde              | Tuin, park en plantsoen   | 1871                                                       |              | Ooldselaan bij 17   | 52° 12' 17" NB, 6° 20' 44" OL | 513113 | Meer afbeeldingen |
| Oolde: tuinvaas behorende tot de buitenplaats huis oolde                                     | Tuin, park en plantsoen   | 1800-1900                                                  |              | Ooldselaan bij 17   | 52° 12' 17" NB, 6° 20' 44" OL | 513114 | Upload foto       |
| Oolde: koetshuis met paardenstal en koetsierswoning behorende tot de buitenplaats huis oolde | Bijgebouwen kastelen enz. | 1871                                                       | L.H. Eberson | Ooldselaan bij 15   | 52° 12' 12" NB, 6° 20' 47" OL | 513115 | Meer afbeeldingen |
| Oolde: tuinhek                                                                               | Tuin, park en plantsoen   |                                                            |              | Ooldselaan bij 13   | 52° 12' 11" NB, 6° 20' 48" OL | 513116 | Upload foto       |
| Oolde: tuinmanswoning behorende tot de buitenplaats huis oolde                               | Bijgebouwen kastelen enz. | 1850-1900                                                  |              | Ooldselaan bij 13   | 52° 12' 8" NB, 6° 20' 53" OL  | 513117 | Upload foto       |
| Het Ross: huis                                                                               | Kasteel, buitenplaats     | laatste kwart 19e eeuw                                     |              | Rossweg 14          | 52° 10' 30" NB, 6° 21' 20" OL | 520258 | Meer afbeeldingen |
| Het Ross: parkaanleg                                                                         | Tuin, park en plantsoen   | 19e eeuw                                                   |              | Rossweg bij 14      | 52° 10' 31" NB, 6° 21' 34" OL | 520259 | Meer afbeeldingen |
| Het Ross: koetshuis                                                                          | Bijgebouwen kastelen enz. | ca. 1800                                                   |              | Rossweg bij 14      | 52° 10' 31" NB, 6° 21' 23" OL | 520260 | Meer afbeeldingen |
| Het Ross: schuur                                                                             | Bijgebouwen kastelen enz. | tweede of derde kwart 19e eeuw                             |              | Rossweg bij 14      | 52° 10' 31" NB, 6° 21' 17" OL | 520261 | Upload foto       |
| Het Ross: tuinmuur en koude bakken                                                           | Tuin, park en plantsoen   | 1800                                                       |              | Rossweg bij 14      | 52° 10' 31" NB, 6° 21' 20" OL | 520262 | Upload foto       |
| Villa Oranjestein: 'terrasaanleg'                                                            | Tuin, park en plantsoen   | 1920-1922                                                  | W. Hamdorff  | Torenlaan bij 64    | 52° 15' 45" NB, 5° 13' 52" OL | 526094 | Upload foto       |